# Ievguenia Kojoukhova
Ievguenia Mikhaïlovna Kojoukhova (en russe : Евгения Михайловна Кожухова) est une ancienne joueuse de volley-ball russe née le 3 juin 1990 à Moscou. Elle mesure 1,92 m et jouait au poste de réceptionneuse-attaquante.

## Clubs
| Club              | De        | À         |
| ----------------- | --------- | --------- |
| RSSU-ShVSM        | 2007-2008 | 2008-2009 |
| Dinamo Moscou     | 2009-2010 | 2009-2010 |
| Avtodor-Metar     | 2010-2011 | 2010-2011 |
| Dinamo Moscou     | 2011-2012 | 2011-2012 |
| VBC Voléro Zurich | oct 2012  | déc 2012  |
| Dinamo Krasnodar  | 2012-2013 | 2013-2014 |
| VK Severianka     | 2014-2015 | 2014-2015 |

## Palmarès
- Championnat de Russie
  - Finaliste : 2010.
- Coupe de Russie
  - Vainqueur : 2009, 2011.
- Challenge Cup
  - Vainqueur : 2013.